# RTCN Tatarska Góra
Radiowo-Telewizyjne Centrum Nadawcze Tatarska Góra – zbudowany pod koniec lat 70. obiekt nadawczy, z 88-metrową stalową wieżą, usytuowany na górze Zniesienie, obok Kopca Tatarskiego na terenie Przemyśla. Jest to stacja nadawcza o średnich mocach pokrywająca zasięgiem Przemyśl oraz obszar w odległościach: 20 km (południe) – przez około 30 km (zachód) do 50 km na północ i wschód (tereny Ukrainy), wokół siebie. Jest jednym z najsłabszych, pod względem zasięgu pokrycia sygnałem, obiektów nadawczych rangi RTCN w kraju.

## Parametry[1]
- Wysokość posadowienia podpory anteny: 347 m n.p.m.
- Wysokość zawieszenia systemów antenowych: TV: 43, 68, 81, 83, Radio: 58, 70 m n.p.t.

## Transmitowane programy

### Programy radiowe
| LP | Program                   | Właściciel                                                             | Częstotliwość | Moc nadajnika | Polaryzacja |
| -- | ------------------------- | ---------------------------------------------------------------------- | ------------- | ------------- | ----------- |
| 1  | Polskie Radio Program I   | Polskie Radio S.A.                                                     | 87,80 MHz     | 5 kW          | pozioma     |
| 2  | Polskie Radio 24          | Polskie Radio S.A.                                                     | 91,00 MHz     | 0,4 kW        | pozioma     |
| 3  | Polskie Radio Program II  | Polskie Radio S.A.                                                     | 94,10 MHz     | 1 kW          | pozioma     |
| 4  | Polskie Radio Program III | Polskie Radio S.A.                                                     | 99,60 MHz     | 5 kW          | pozioma     |
| 5  | Polskie Radio Rzeszów     | Polskie Radio – Regionalna Rozgłośnia w Rzeszowie „Radio Rzeszów” S.A. | 102,00 MHz    | 10 kW         | pozioma     |
| 6  | RMF FM                    | Radio Muzyka Fakty Sp. z o.o.                                          | 103,40 MHz    | 10 kW         | pozioma     |
| 7  | Radio Maryja              | Prowincja Warszawska Zgromadzenia O.O. Redemptorystów                  | 105,10 MHz    | 1 kW          | pionowa     |
| 8  | Radio Zet                 | Radio ZET Sp. z o.o.                                                   | 107,90 MHz    | 10 kW         | pozioma     |

### Programy telewizyjne – cyfrowe
| Nazwa multipleksu | Częstotliwość | Kanał | Moc nadajnika | Polaryzacja | Kompresja |
| ----------------- | ------------- | ----- | ------------- | ----------- | --------- |
| MUX 1             | 650 MHz       | 43    | 20 kW         | pozioma     | MPEG-4    |
| MUX 2             | 778 MHz       | 59    | 20 kW         | pozioma     | MPEG-4    |
| MUX 3             | 514 MHz       | 26    | 20 kW         | pozioma     | MPEG-4    |
| MUX 8             | 184,50 MHz    | 6     | 8 kW          | pionowa     | MPEG-4    |

## Nienadawane analogowe programy telewizyjne
| LP | Program              | Właściciel                                | Częstotliwość | Kanał | Moc nadajnika | Polaryzacja | Uwagi |
| -- | -------------------- | ----------------------------------------- | ------------- | ----- | ------------- | ----------- | --- |
| 1  | TVP1                 | Telewizja Polska S.A.                     | 495,25 MHz    | 24    | 85 kW         | pozioma     | nadajnik uruchomiony w 1962, przeniesiony z kanału 7 w 1977 lub 1978 roku                                                                   |
| 2  | TVN                  | TVN S.A.                                  | 551,25 MHz    | 31    | 3,2 kW        | pozioma     | od 1996 do 3 października 1997 nadawała na tej częstotliwości Telewizja Wisła                                                               |
| 3  | TVP2                 | Telewizja Polska S.A.                     | 631,25 MHz    | 41    | 100 kW        | pozioma     | nadajnik uruchomiony w 1977 lub 1978 roku                                                                                                   |
| 4  | Polsat               | Telewizja Polsat Sp. z o.o.               | 751,25 MHz    | 56    | 100 kW        | pozioma     | nadajnik uruchomiony w 1994 roku |
| 5  | TVP Info/TVP Rzeszów | Telewizja Polska S.A. Oddział w Rzeszowie | 775,25 MHz    | 59    | 10 kW         | pozioma     | od 1996 lub 1997 roku do 2001 roku nadawał na tej częstotliwości Canal+ Polska, a od 30 marca 2001 do 6 października 2007 roku TVP3 Rzeszów |

Wyłączenie naziemnej telewizji analogowej na obszarze nadajnika nastąpiło 17 czerwca 2013 roku.